# ماسیرنک
ماسیرنک (به اسپانیایی: Masllorenç) یک شهرستان در اسپانیا است که در استان تاراگونا واقع شده‌است.

## خصوصیات
ماسیرنک ۶٫۵۹ کیلومترمربع مساحت و ۴۵۳ نفر جمعیت دارد و ۳۲۰ متر بالاتر از سطح دریا واقع شده‌است.